# John Alexander Wilson Gunn
Pour les articles homonymes, voir John Wilson et Gunn.
John Alexander Wilson « Jock » Gunn, né en 1937 et mort le 7 mars 2023 à Kingston (Ontario), est un philosophe politique canadien..

## Vie et éducation
Gunn obtient une licence (Bachelor of Art) en politique et en histoire à l'université du Queen's de Kingston en 1959 et un doctorat de philosophie à l'université d'Oxford.

## Carrière universitaire
Gunn est nommé professeur en 1970 à l'université Queen's de Kingston dont il a été chef de département 1975 à 1983.
Il est élu à la Société royale du Canada en 1983.
En 2001 Gunn prend sa retraite après quarante ans de service à l'université, il est nommé le Sir Edward Peacock professeur émérite au département des études politiques de l'université de Queen's[pas clair].
Ses principaux travaux universitaires concernent :
- l'histoire de la pensée (principalement britannique et française),
- la théorie en science sociale,
- la philosophie politique.

## Décès
Gunn est mort le 7 mars 2023 à 85 ans.